# 5679 Akkado
5679 Akkado este un asteroid din centura principală de asteroizi.

## Descriere
5679 Akkado este un asteroid din centura principală de asteroizi. A fost descoperit pe 2 noiembrie 1989 la Kitami de Kin Endate și Kazuro Watanabe. El prezintă o orbită caracterizată de o semiaxă mare de 2,90 ua, o excentricitate de 0,04 și o înclinație de 2,0° în raport cu ecliptica.